# Militarisme japonès
El militarisme japonès és la creença cultural que es basa en el fet que el personal militar (l'exèrcit o la marina de guerra) hauria d'exercir ple poder en una nació. En la doctrina militarista, la força de les forces armades és igual a la força d'una nació.

## Els liberals anys vint
Durant el període Taishō, Japó va gaudir un curt període de caràcter democràtic (anomenat Democràcia de Taishō). Encara que les forces armades tenien una gran independència d'influència política a causa del model prussià amb el qual es va formar la constitució Meiji, diverses temptatives diplomàtiques van afavorir la pau:
- 1932: Japó signa el Pacte de Desarmament en una conferència a Washington.441
- 1927: Japó s'uneix al Pacte Briand-Kellogg de renúncia a la guerra
- 1930: Japó signa el Tractat Naval de Londres i accepta disminuir el capital invertit a la força naval.

## El creixement del militarisme
L'ultra nacionalisme va ser característic de polítics d'extrema dreta i dels militars conservadors des del principi de la restauració Meiji, contribuint de gran manera a la política de pro-guerra de la dècada de 1870. L'antic samurai disconforme havia establert societats i organitzacions patriòtiques, com la Societat de l'Oceà Negre (玄 洋 社, gen'yosha fundat el 1881) i la seva branca posterior, la Societat del Drac Negre (黒 龙 会, Kokuryukai) o Societat del Riu Amur fundada el 1901. Aquests grups es van tornar actius en la política nacional i estrangera, van ajudar a fomentar els sentiments de pro-guerra, i sustentar les causes d'ultra nacionalista al final de la Segona Guerra Mundial. Després de les victòries del Japó sobre la Xina i Rússia, els ultra nacionalistes es van concentrar en els assumptes nacionals i percebre amenaces com el socialisme i comunisme.